# 出川哲朗の病院の歩き方
『出川哲朗の病院の歩き方』（でがわてつろうのびょういんのあるきかた）は、フジテレビ系列で2018年と2019年に『金曜プレミアム』枠で2回放送されった医療バラエティ番組。出川哲朗の冠番組。

## 概要
出川哲朗が日本各地の病院をロケ訪問して、そこで働く医者が患者とふれあう中で現代日本の医療の実態を探っていく新スタイルの医療バラエティ番組。
また、スタジオでは医療業界で働く現役医療関係者が数名出演して、ゲストの健康診断や悩み相談なども行っていた。
出川にとってフジテレビのゴールデンタイム・プライムタイムでは自身初の冠番組となる。

## 出演者
司会
- 出川哲朗
- 大橋未歩（フリーアナウンサー）

ゲスト
- 大鶴義丹 - 第1回
- おのののか - 第1回
- 小杉竜一（ブラックマヨネーズ） - 第1回
- 坂下千里子 - 第1回
- 佐藤弘道 - 第1回
- 柴田理恵 - 第1回
- 中山エミリ - 第1回
- 野呂佳代 - 第1回
- 三田佳子 - 第1回
- えなりかずき - 第2回
- 奥山佳恵 - 第2回
- 佐藤栞里 - 第2回

ナレーション
- 垂木勉 - 第1,2回
- おかなつこ - 第1回
- 柏田ユウリ - 第2回

## 放送日一覧
| 回数  | 放送日                 | 放送時間（JST） | 放送枠         | 備考                                                   |
| ----- | ---------------------- | --------------- | -------------- | ------------------------------------------------------ |
| 第1回 | 2018年8月3日（金曜日） | 19:00 - 21:55   | 金曜プレミアム | 一部地域のみ19:57より飛び乗り、または21:49で飛び降り。 |
| 第2回 | 2019年3月8日（金曜日） | 19:57 - 21:55   | 金曜プレミアム | 一部地域のみ21:49で飛び降り。                          |

## スタッフ
第2回（2019年3月8日放送分）
- 編成企画：渡辺恒也（フジテレビ）
- 構成：すずきB、松尾隆二、牧昭吾、つだぱん
- ロケ技術：磯野伸吾、松尾夢、坂口周兵、森本真毅、大城学、古謝竜市（松尾〜古謝→第2回）
- 技術協力：極東電視台、エスユー、レゾック、Wish Pro
- CG：グレートインターナショナル
- タイトル：古賀麻美、内田美桜（第1回では2人ともイラストと表記）
- 編集：村田清和
- 音響効果：赤座聡子（SPOT）
- 医事監修：林田康男（順天堂医院教授）
- 広報：木場晴香（フジテレビ）
- TK：山口佳奈絵
- AD：高橋宏美、北奥蓉平、新井由佳子（新井→第1回から）、我妻和希
- AP：大本昌徳
- ディレクター：川島佳子、新目美菜海、尾越功
- 総合演出：山井貴超
- プロデューサー：中村昌哉、飯田知佳、佐藤稔久、磯貝美佐子、茂木葉子、中村恵
- 企画制作：フジテレビ
- 制作著作：極東電視台

### 過去のスタッフ
第1回（2018年8月3日放送分）
- TD：佐々木信一
- SW：小林知司
- CAM：伴野匡
- MIX：藤橋浩司郎
- VE：小野寺毅
- 照明：根反潤
- ロケ技術：福浦俊輔、松橋利行
- 技術協力：共同テレビ
- 美術協力：フジアール
- 美術制作：吉田敬
- デザイン：飯塚洋行
- アートコーディネーター：三上貴子
- 大道具制作：内海靖之
- 大道具操作：桜井和則
- アクリル装飾：松浦由佳
- 電飾：中みつ子
- マルチ：大高貢
- ヘアメイク：春山輝江
- MA：中村裕子
- リサーチ：今井紳介、鳥居香恵
- コーディネーター：極東娯楽製作有限公司
- AD：入月祐斗、坂本郁容
- ディレクター：吉田陵、大河原規夫、西嶋友希
- プロデューサー：中附智貴